# Gabriël van Heusden
Gabriël Christiaan Maria van Heusden (Hooge Zwaluwe, 11 maart 1917 – Maashees, 2 juli 1997) was een Nederlands burgemeester.
Hij begon zijn ambtelijke loopbaan in 1935 als volontair bij de gemeente Oisterwijk waar hij in plaats van een salaris/vergoeding te krijgen 500 gulden per jaar moest betalen. Na het vervullen van zijn dienstplicht werd hij in 1941 ambtenaar bij de gemeente Ottersum. Omdat hij het verzet geholpen had, moest hij onderduiken. Na de bevrijding was hij korte tijd ambtenaar in Ubbergen voor hij gemeentesecretaris van Cuijk werd. In juni 1952 werd Van Heusden de burgemeester van Vierlingsbeek wat hij bijna 30 jaar zou blijven tot zijn pensionering in april 1982. Midden 1997 overleed hij op 80-jarige leeftijd.